# Abrostola dejeani
Abrostola dejeani là một loài bướm đêm trong họ Noctuidae.